# هيلاري ثاير هامان
هيلاري ثاير هامان (بالإنجليزية: Hilary Thayer Hamann)‏ هي كاتِبة أمريكية، ولدت في 7 نوفمبر 1962 في نيويورك في الولايات المتحدة.